# Podpis

Podpis Benjamina Franklina

Podpis – językowy znak graficzny utrwalony w dokumencie własnoręcznie postawiony przez składającego, świadczenie wskazuje imię i nazwisko, przezwisko lub zwykły znak „X” podpisującego, który umożliwia jego identyfikację, a jeżeli jego identyfikacji można dokonać w inny sposób (np. karta wzorów podpisów) – dopuszczalna jest forma skrócona.
Podpis umieszcza się pod tekstem oświadczenia woli. Wszystko to, co znajduje się poniżej podpisu, nie jest objęte oświadczeniem.
Podpis może też pełnić rolę pieczęci.

## Formy zastępcze podpisu
Formy zastępcze podpisu – nie mają cech podpisu, nie są podpisem, ale wywołują skutki prawne przewidziane dla podpisu:
- osoba niemogąca pisać, ale mogąca czytać, może zamiast podpisu:
  - uczynić tuszowy odcisk własnego palca (obok tego odcisku osoba trzecia wypisze jej imię i nazwisko oraz się podpisze);
  - zamiast składającego oświadczenie może podpisać się inna osoba, z tym, że jej podpis musi być poświadczony przez: notariusza, wójta, starostę lub marszałka województwa z zaznaczeniem, że został złożony na życzenie osoby niemogącej pisać, a mogącej czytać;
- osoby pełniące urzędy, posiadające natłok korespondencji i dokumentów do podpisania mogą używać faksymile.

Przed 16 kwietnia 2010 r. osoba niemogąca czytać przy sporządzaniu oświadczenia woli w formie pisemnej mogła się posłużyć tylko aktem notarialnym.